# CASA C-295
CASA C-295 (зараз Airbus C295) — легкий турбогвинтовий транспортний літак, розроблений іспанською компанією CASA у 1990-х роках та є подальшим розвитком CASA CN-235.

## Історія створення
Перший політ C-295 здійснив у 1997 році. Серійне виробництво розпочалось у 2000 році в Іспанії на підприємстві CASA, яке з 2009 року входить до консорціуму Airbus.

## Технічні характеристики
Літак здатний розвивати швидкість до 482 км/год і здійснювати польоти на відстань до 1,3 тисячі кілометрів. Вантажопідйомність транспортника становить 9,3 тонн. Окрім того він пристосований для посадки на непідготовлені аеродроми.

## Модифікації

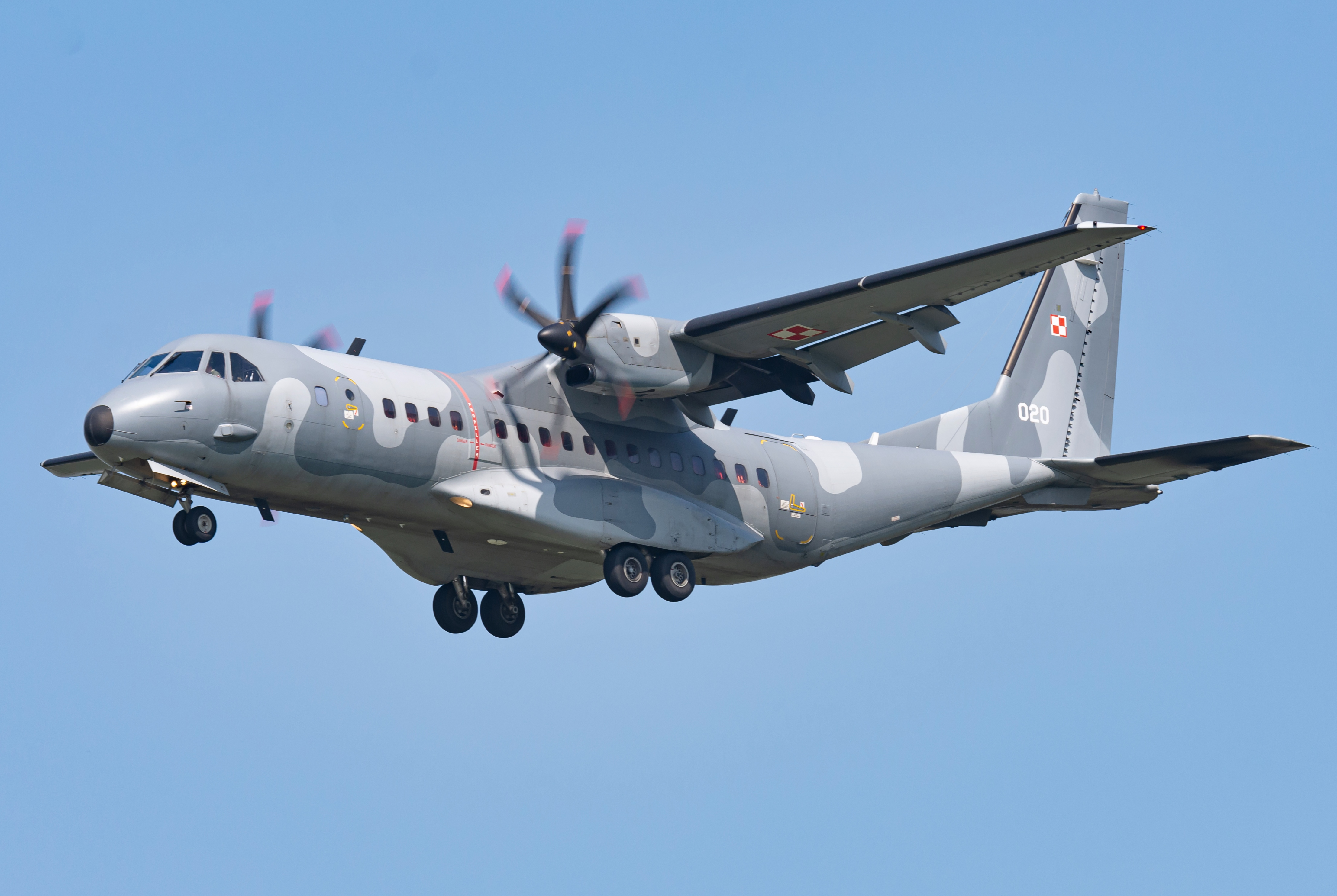
Літак C-295 Повітряних сил Польщі

Airbus C-295 виготовляється у різних версіях – транспортній, патрульній, пожежній, пошуково-рятувальній, тощо. Основні з них:
- С-295MW – це оновлена версія військово-транспортної модифікації з вінглетами та покращеними двигунами. Транспортник може перевозити 71 військовослужбовця або 48 десантників, п’ять стандартних піддонів або три легкі транспортні засоби.
- C-295MPA – морська патрульна версія літака, що у залежності від побажань замовника може бути озброєною легкими торпедами Mark 46 та протикорабельними ракетами Marte Mk2/S.[3]

## Оператори
Перебуває на озброєнні у понад 30 країн світу.
- Алжир
- Ангола
- Бангладеш
- Бразилія
- Буркіна-Фасо
- В'єтнам
- Еквадор
- Екваторіальна Гвінея
- Єгипет
- Гана
- Індія - Комітет Кабінету Міністрів Індії з питань безпеки, 8 вересня 2021 року, схвалив закупівлю 56 транспортних літаків Airbus C-295MW для заміни поточного парку літаків BAe748 Повітряних сил [4]
- Індонезія
- Іспанія
- Ірландія - у 2019 році Ірландія замовила для національних Повітряних сил два патрульні літаки Airbus C-295MPA [5]
- Казахстан
- Канада
- Малі - Контракт на поставку Повітряним силам Малі першого літака C-295W був підписаний з Airbus Defence and Space в лютому 2016 року. Він був поставлений замовникові в грудні 2016 року. У жовтні 2017 року президент Малі Ібрагім Бубакар Кейта вперше заявив про намір закупити другий літак C-295.[6]
- Мексика
- Оман
- ОАЕ
- Польща
- Португалія
- Саудівська Аравія
- Таїланд
- Узбекистан
- Чехія - Міністерство оборони Чехії закупило перші три літаки C295M у Airbus Military ще в 2009 році за 190 мільйонів доларів США. [7]
- Чилі
- Філіппіни

### Потенційні
- Сербія - у перший день оборонної виставки Partner 2021 у Белграді міністр оборони Сербії – Небойша Стефанович заявив, що контракт з Airbus на придбання двох літаків C-295 буде підписаний за кілька місяців.[8]